# Liste der Biografien/Vana
Liste der Biografien |
Portal Biografien |
Personensuche
# |
A |
B |
C |
D |
E |
F |
G |
H |
I |
J |
K |
L |
M |
N |
O |
P |
Q |
R |
S |
T |
U |
V |
W |
X |
Y |
Z |
?
 
Va |
Ve |
Vh |
Vi |
Vj |
Vl |
Vn |
Vo |
Vr |
Vs |
Vt |
Vu |
Vy
 
Vaa |
Vab |
Vac |
Vad |
Vae |
Vaf |
Vag |
Vah |
Vai |
Vaj |
Vak |
Val |
Vam |
Van |
Vap |
Vaq |
Var |
Vas |
Vat |
Vau |
Vav |
Vaw |
Vax |
Vay |
Vaz
 
Van A |
Van B |
Van C |
Van D |
Van E |
Van F |
Van G |
Van H |
Van I |
Van K |
Van L |
Van M |
Van N |
Van O |
Van P |
Van Q |
Van R |
Van S |
Van T |
Van U |
Van V |
Van W |
Van Y |
Van Z

Vana |
Vanb |
Vanc |
Vand |
Vane |
Vang |
Vanh |
Vani |
Vanj |
Vank |
Vanl |
Vanm |
Vann |
Vano |
Vanp |
Vanq |
Vanr |
Vans |
Vant |
Vanu |
Vanv |
Vanw |
Vany |
Vanz
Die Liste der Biografien führt alle Personen auf, die in der deutschsprachigen Wikipedia einen Artikel haben. Dieses ist eine Teilliste mit 29 Einträgen von Personen, deren Namen mit den Buchstaben „Vana“ beginnt.

## Vana
- Váňa, Bohumil (1920–1989), tschechischer Tischtennisspieler
- Vana, Brett (* 1973), US-amerikanischer Basketballtrainer
- Vana, Laura (* 1990), estnische Badmintonspielerin
- Vana, Monika (* 1969), österreichische Politikerin (Grüne), Landtagsabgeordnete, MdEP
- Vana, Stani (* 1973), österreichischer Musiker, DJ und Musikproduzent
- Vana, Thomas (* 1972), deutscher Fußballspieler

### Vanac
- Vanacker, Marc (* 1976), luxemburgischer Radrennfahrer
- Vanackere, Annemie (* 1966), belgische Festivalkuratorin und Theaterleiterin
- Vanackere, José (* 1950), belgischer Radrennfahrer
- Vanackere, Steven (* 1964), belgischer Politiker

### Vanad
- Vanadziņa, Kamilla (* 2003), lettische Leichtathletin

### Vanae
- Vanaev, Sergei (* 1967), deutscher Tänzer und Choreograf

### Vanag
- Vanaga, Juta (* 1982), lettische, in Deutschland lebende Schauspielerin
- Vanagaitė, Rūta (* 1955), litauische Schriftstellerin
- Vanagas, Povilas (* 1970), litauischer Eiskunstläufer
- Vanags, Aleksandrs (1919–1986), lettischer Fußballspieler
- Vanags, Arvīds (* 1908), lettischer Fußballspieler
- Vanags, Jānis (* 1958), lettischer Geistlicher, Erzbischof der Evangelisch-Lutherischen Kirche Lettlands
- Vanags, Ričards (* 2002), lettischer Basketballspieler

### Vanai
- Vanaik, Achin (* 1947), indischer Politikwissenschaftler und Aktivist für atomare Abrüstung
- Vanaise, Gustave (1854–1902), belgischer Porträt-, Genre- und Aktmaler

### Vanak
- Vaňák, František (1916–1991), tschechischer Geistlicher, Erzbischof von Olmütz
- Vanaken, Hans (* 1992), belgischer Fußballspieler

### Vanal
- VanAlkemade, Rob (* 1970), US-amerikanischer Dokumentarfilmer und Filmproduzent

### Vanan
- Vanan, Jeffrey (* 1992), surinamischer Sprinter

### Vanap
- Vanapa, Andres (1924–2004), estnischer Schriftsteller

### Vanas
- Vanasch, Vincent (* 1987), belgischer Hockeyspieler
- Vanasse, Karine (* 1983), kanadische Schauspielerin und FilmproduzentinKarine Vanasse (* 1983)

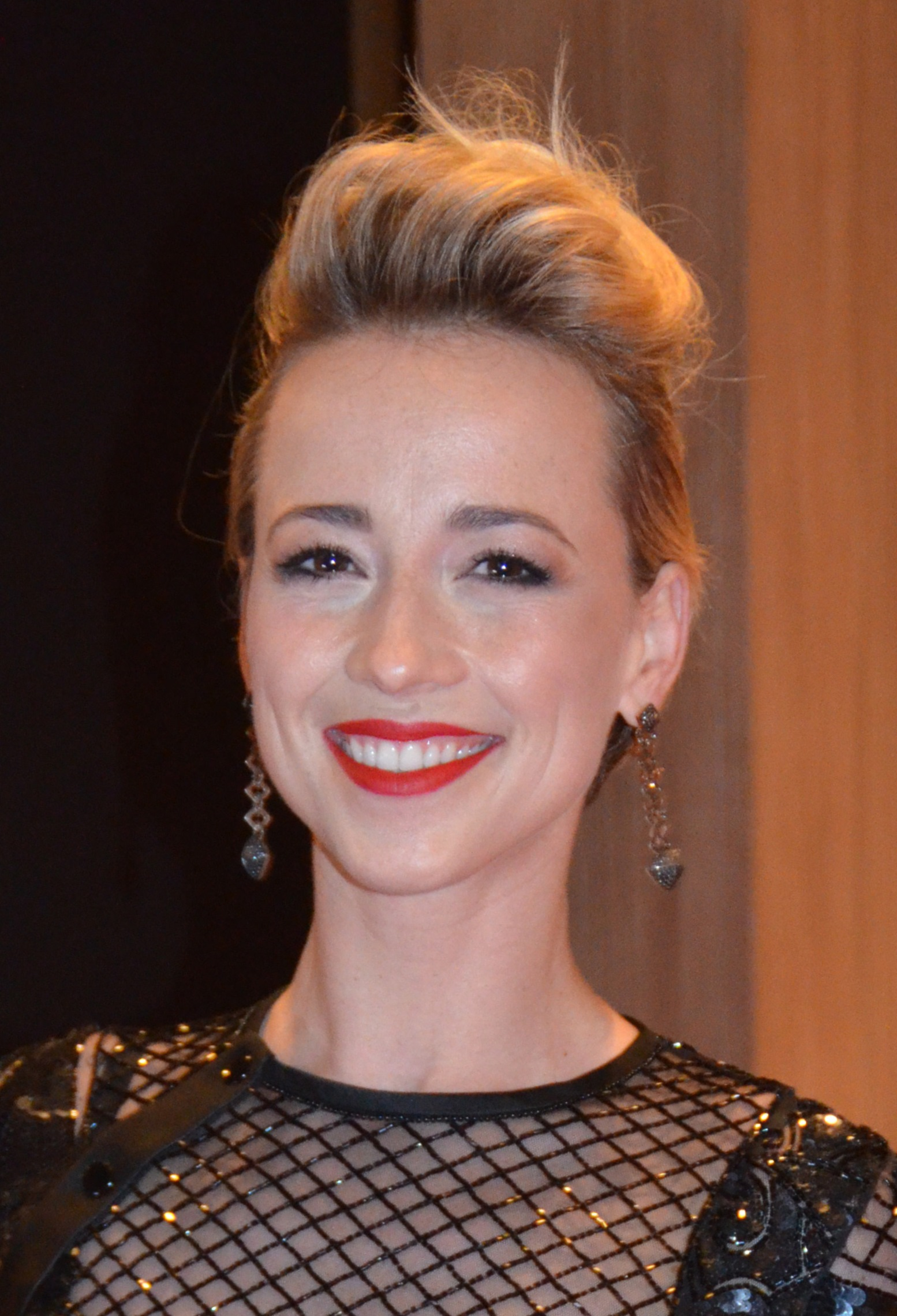
Karine Vanasse (* 1983)

### Vanau
- Vanaudenhove, Omer (1913–1994), belgischer Politiker